# لیلیانا نتو
لیلیانا نتو (زادهٔ ۲۹ ژانویه ۱۹۹۷) یک دونده سرعت اهل آنگولا است. او در رقابت ۱۰۰ متر زنان در بازی‌های المپیک تابستانی ۲۰۱۶ شرکت کرد.